# Béla Harkányi
Béla Harkányi (ur. 11 kwietnia 1869 w Peszcie, zm. 23 stycznia 1932 w Budapeszcie) – węgierski astrofizyk i matematyk, profesor, od 1911 roku członek korespondencyjny Węgierskiej Akademii Nauk. 

## Życiorys
Pracował wspólnie z Miklósem Konkoly-Thege i Radó Kövesligethym nad katalogowaniem i interpretacją widm spektroskopowych Słońca i innych gwiazd w obserwatorium w Ógyalla. Był pionierem w dziedzinie fotometrii.